# 406 Erna
406 Erna là một tiểu hành tinh ở vành đai chính. Nó được xếp loại tiểu hành tinh kiểu P, có thành phần cấu tạo dường như bằng chondrite cacbonat.
Tiểu hành tinh này do Auguste Charlois phát hiện ngày 22.8.1895 ở Nice và có lẽ được đặt theo tên Erna, con gái của nhà thiên văn học người Áo Friedrich Bidschof(?).